# Lamine Bey
Lamine Bey, eigentlich Muhammad VIII. al-Amin, (arabisch الأمين باي بن محمد الحبيب, DMG al-Amīn Bāy bin Muḥammad al-Ḥabīb) (* 4. September 1881 in Karthago (Tunesien); † 30. September 1962 in Tunis) war der letzte Bey von Tunis und König von Tunesien. Die Namensform „Lamine“ ist eine französische Verkürzung seines Namens.
Lamine Bey war der letzte Regent der seit 1705 über Tunesien herrschenden husainidischen Dynastie. Er folgte am 15. Mai 1943 seinem Cousin Moncef Bey nach, der vom französischen Generalresidenten Henri Giraud abgesetzt wurde, nachdem die Freien Französischen Truppen de Gaulles Tunesien besetzt hatten. Erst nach dem Tod Moncef Beys 1948 wurde seine Legitimität auch von der tunesischen Bevölkerung anerkannt. Er versuchte sich mit der tunesischen Unabhängigkeitsbewegung gegen das französische Protektorat zu verbünden, akzeptierte jedoch 1952 unter Druck die von französischer Seite erlassenen Dekrete, während der Führer der Unabhängigkeitsbewegung, Habib Bourguiba, noch in Haft war. An den Verhandlungen über eine Autonomie und schließlich die Unabhängigkeit des Landes war er nicht beteiligt.
Als Tunesien 1956 unabhängig wurde, blieb Lamine Bey Staatsoberhaupt, wurde aber am 25. Juli 1957 auf Betreiben Habib Bourguibas abgesetzt.

## Vor der Thronbesteigung

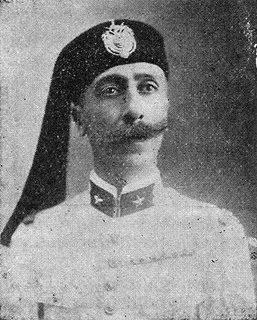
Muhammad al-Amin Bey in jungen Jahren

Muhammad al-Amin war der Sohn des von 1922 bis 1929 regierenden Beys Muhammad VI. al-Habib. Als am 19. Juni 1942 Ahmad II. starb und ihm Moncef Bey nachfolgte, wurde Muhammad al-Amin gemäß der Tradition, die in der Regel dem Senioratsprinzip folgte, Thronfolger. Zugleich wurde er zum Divisionsgeneral ernannt.
Die französische Protektoratsverwaltung war nach dem Ende des Frankreichfeldzugs zu dem 1940 etablierten Vichy-Regime loyal geblieben. Im Verlauf des Afrikafeldzugs der Achsenmächte wurde Tunesien ab November 1942 von deutschen und italienischen Truppen besetzt. Moncef Bey sympathisierte mit der tunesischen Unabhängigkeitsbewegung und verhielt sich sowohl gegenüber der Vichy-Regierung als auch gegenüber Forderungen Präsident Roosevelts nach freiem Durchzug alliierter Truppen neutral, ließ Roosevelt allerdings informell wissen, dass Tunesien die Alliierten unterstützen würde.
Als Anfang Mai 1943 die Niederlage der Achsenmächte in Tunesien unmittelbar bevorstand, erhielt General Alphonse Juin, Kommandant des Ostsektors der französischen Truppen in Nordafrika, den Auftrag, sich nach Tunis zu begeben und Moncef Bey wegen Kollaborationsversuchen mit den Achsenmächten und zu schonenden Umgangs mit der nationalistischen Destour-Partei abzusetzen. Versuchen, eine Abdankung herbeizuführen, verschloss sich der Bey. Juin wandte sich an den Thronfolger Muhammad al-Amin und versicherte sich dessen Bereitschaft, im Falle eines Thronwechsels das Amt des Bey anzutreten. Da Moncef Bey die Abdankung weiterhin verweigerte, entfernte ihn Generalresident Giraud am 14. Mai 1943 aus dem Amt.

## Frühe Regierungsjahre
Muhammad VIII. al-Amin wurde am 15. Mai 1943 von General Juin im Bardo-Palast zum neuen Bey erklärt. Am selben Tag trat der bisherige Premierminister M'hamed Chenik zurück und wurde durch Slaheddine Baccouche ersetzt. Wie üblich wurde der Bey bei der Auswahl der Minister nicht konsultiert. Erst Anfang Juli erklärte Moncef formell seine Abdankung, was Muhammad VIII. al-Amins Thronbesteigung legitimierte. Für die meisten Tunesier jedoch blieb er zunächst ein Usurpator und Bey von Frankreichs Gnaden.

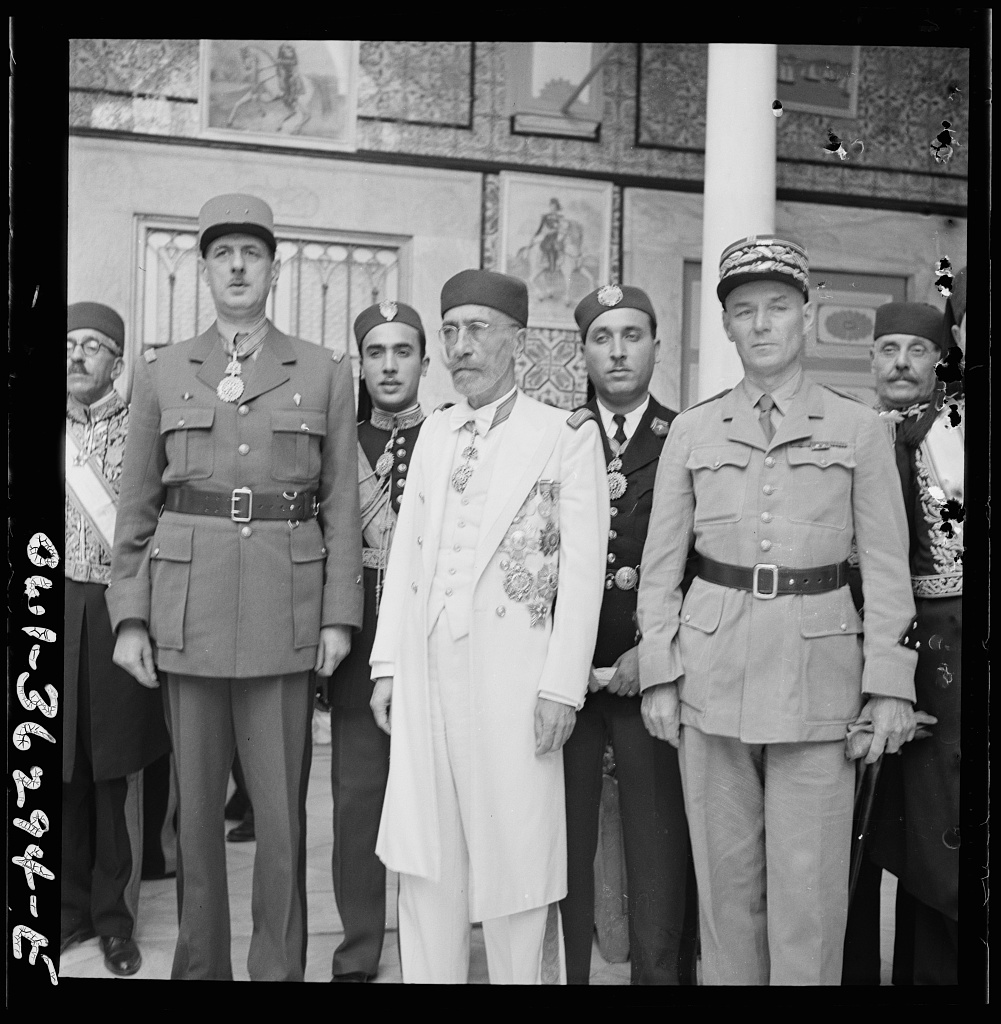
General de Gaulle, Muhammad VIII. al-Amin und Generalresident Mast

In den zunächst seltenen öffentlichen Auftritten des neuen Beys waren Gleichgültigkeit oder sogar vehemente Ablehnung durch die tunesische Bevölkerung zu bemerken. Am 7. Mai 1944 besuchte Charles de Gaulle Tunis zum ersten Jahrestag der Befreiung. De Gaulles Rivalität zu Giraud war bekannt, so dass die Moncefisten ihre Hoffnung darauf setzten, de Gaulle werde die Entthronung Moncefs rückgängig machen. Stattdessen verlieh er Lamine Bey das Lothringerkreuz in Gold, eine Auszeichnung, die er als Orden der Befreiung (Ordre de la Libération) 1940 geschaffen hatte.
Die Feindseligkeit gegenüber dem Bey hielt an und erstreckte sich sogar auf seine eigene Verwandtschaft. Prinzen des husainidischen Hauses blieben der Feier fern, wenn der Bey zum Fest des Fastenbrechens die Moschee aufsuchte. Zur Hebung seines Ansehens wurde er nach Paris eingeladen und wohnte an der Seite de Gaulles der Militärparade zum französischen Nationalfeiertag am 14. Juli 1945 bei. Im August 1946 war Tunis durch einen Generalstreik lahmgelegt, der aus Protest gegen die Verhaftung mehrerer Anhänger der Unabhängigkeitsbewegung ausgerufen worden war, und Muhammad al-Amin verzichtete, vorgeblich aus gesundheitlichen Gründen, auf einen öffentlichen Auftritt beim Fest des Fastenbrechens. Den Jahrestag der Thronbesteigung nutzten Geschäftsinhaber dazu, ihre Läden geschlossen zu halten und Porträts seines Vorgängers Moncef Bey aufzuhängen.
Als der neue französische Generalresident Jean Mons Anfang März 1947 in Tunis ankam, war die politische Situation seit Ende des Zweiten Weltkrieges im Wesentlichen unverändert. Die Destour-Partei und die von ihr abgespaltene Neo-Destour waren sich darin einig, dass Lamine Bey aus dem Amt entfernt und sein Vorgänger wieder eingesetzt werden sollte. Mons neigte dazu, dieser Forderung nachzugeben, während der französische Premierminister Paul Ramadier dies mit Rücksicht auf die Stimmung der französischen Siedler im Land ablehnte. Mons berief am 19. Juli 1947 Mustapha Kaak als neuen Ministerpräsidenten. Erstmals waren Franzosen und Tunesier paritätisch im Kabinett vertreten.
Moncef Bey starb am 1. September 1948 im französischen Exil. Seine sterblichen Überreste wurden vier Tage später nach Tunis überführt und unter Teilnahme Tausender Tunesier beigesetzt. Lamine Bey blieb unter dem Druck von Moncefs Familie der Zeremonie fern.
Für Lamines Regierung bedeutete der Tod seines Vorgängers jedoch einen Wendepunkt, da er nun als legitimer Herrscher angesehen werden konnte.

## Kooperation mit der Unabhängigkeitsbewegung (1948–1951)
Moncefs Tod führte zu politischen Verschiebungen auf mehreren Seiten. Zum einen akzeptierte die Neo-Destour Lamine nunmehr als Gesprächspartner und möglichen Verbündeten im Kampf für die tunesische Unabhängigkeit, zum anderen stand der Bey nicht mehr unter der permanenten Sorge, zugunsten seines Vorgängers wieder abgesetzt zu werden. Salah Ben Youssef, seit 1948 Generalsekretär der Neo-Destour, traf sich mehrmals mit dem Bey und versicherte ihn seiner Unterstützung, falls er sich weigern würde, vom Generalresidenten erlassene Gesetze in Kraft zu setzen, wessen es zu deren Rechtsgültigkeit bedurfte. Dies führte in der Tat zu Verzögerungen im Gesetzgebungsverfahren. Zudem legte der Bey am 1. Oktober 1948 einen formellen Protest gegen die Wahl französischer Siedler in die französische Nationalversammlung ein. Mons erkannte, dass der Bey nun bereit war, mit der Unabhängigkeitsbewegung zusammenzuarbeiten, und sich von seiner bisherigen politischen Linie distanzierte. Augenfällig wurde diese Kehrtwende der beylikalen Politik am 15. Mai 1949, Lamines Thronjubiläum, als eine Demonstration von Ben Youssef und Lamines ältestem Sohn Chedly gemeinsam angeführt wurde. Kurz darauf empfing der Bey trotz Mons' Protesten eine Delegation der offiziell noch immer verbotenen Neo-Destour. Im September 1949 kehrte ihr Vorsitzender Habib Bourguiba aus dem ägyptischen Exil nach Tunesien zurück und suchte sehr bald den Bey auf.
Im März 1950 sandte Muhammad VIII. diplomatische Noten an den Generalresidenten Mons und, nach einem Treffen mit Bourguiba, im April an Präsident Vincent Auriol, in denen er eine stärkere Beteiligung von Tunesiern in einer deutlich ausgeweiteten autonomen Verwaltung forderte, was seine Popularität vergrößerte. Er besuchte im April Kairouan und Sousse und wurde in beiden Städten begeistert begrüßt. Die französische Seite reagierte mit Nervosität und entsandte einen neuen Generalresidenten, Louis Périllier, der im Juni sein Amt antrat und den klaren Auftrag des Außenministers Robert Schuman mitbrachte, eine innere Autonomie für Tunesien in die Wege zu leiten.
Einen weiteren Schritt der Emanzipation stellte im August 1950 die Bestellung einer neuen Regierung unter M'hamed Chenik dar, der bereits unter Moncef Bey Regierungschef gewesen war. Erstmals gelang es dem Generalresidenten nicht, Minister seiner Wahl so im Kabinett zu platzieren wie vorgesehen.
Als nach der Verabschiedung eines Reformpakets im Februar 1951, das als erster Schritt für weitere Verbesserungen allgemein positiv aufgenommen wurde, keine weiteren Verhandlungen über dessen Weiterentwicklung stattfanden, weigerte sich Chenik, einen Haushalt vorzulegen, und legte damit die Regierungsarbeit de facto lahm. Der Bey gab in seiner Thronrede am 15. Mai 1951 eine eindeutig nationalistische Richtung vor und erklärte sich mit den Entscheidungen seiner Regierung ausdrücklich einverstanden. Anders als zuvor wurde diese Rede dem Generalresidenten nicht vorher übermittelt, was einen Aufschrei unter den französischen Siedlern im Land hervorrief, die „die Ehre Frankreichs“ verletzt sahen. Vier Tage später erschien Périllier in voller Uniform und begleitet von einer Eskorte zu einer Audienz beim Bey, um seinen offiziellen Protest einzulegen und um die Entlassung Cheniks und Ben Youssefs zu fordern. Keiner dieser Forderungen wurde nachgegeben.
Auf Einladung der französischen Regierung reisten tunesische Minister im Oktober 1951 nach Paris. Chenik überreichte Robert Schuman ein Memorandum, das die tunesischen Kernforderungen nach innerer Autonomie zusammenfasste und das die französische Regierung am 15. Dezember in toto zurückwies. Weder der Bey noch seine Regierung zeigten daraufhin Kompromissbereitschaft, Périllier sah seine Mission als gescheitert an und trat am 24. Dezember von seinem Amt zurück.
Die Annäherung des Beys an die Nationalisten wird in der Forschung allerdings auch kritisch gesehen. Der Historiker Clement Henry Moore bezeichnet sein Handeln als zögerlich und stellt fest, der Bey habe eher aus Furcht vor Unbeliebtheit als aus innerer Überzeugung den Schulterschluss mit der Unabhängigkeitsbewegung gesucht.

## Generalresident de Hauteclocque (1952–1953)

### Ausschaltung des Kabinetts Chenik

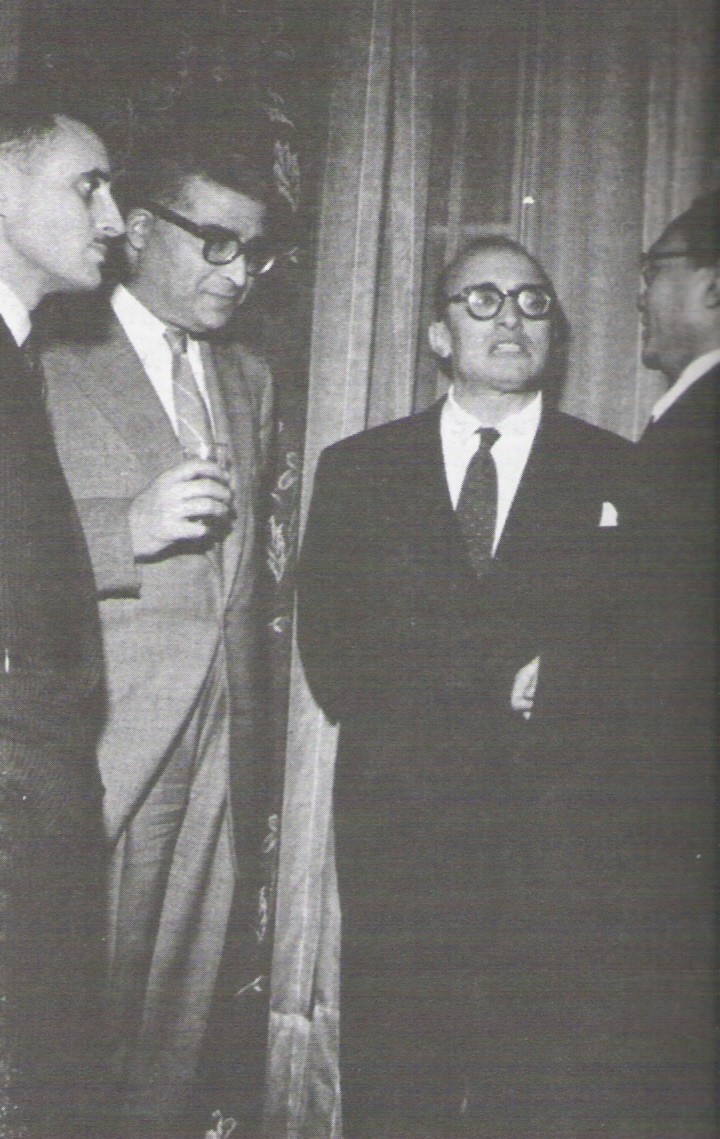
Tunesische Delegation bei der UNO, 1952

Die Amtszeit des neuen Generalresidenten Jean de Hauteclocque begann mit einer Auseinandersetzung über ein Memorandum, das das Kabinett Chenik an die UNO geschickt hatte und das den Protest gegen die französische Herrschaft zum Ausdruck brachte. Bereits am Tag nach seiner Ankunft, am 14. Januar 1952, sprach Hauteclocque beim Bey vor und verlangte, zunächst vergeblich, die Rücknahme der Eingabe und die Entlassung zweier für deren Übermittlung an die UNO verantwortlicher Minister, nämlich Salah Ben Youssef und Hamadi Badra.
Dem Memorandum waren Gespräche zwischen Chenik und dem ältesten Sohn des Beys, Chedly Bey, vorausgegangen, in denen Chedly darauf bestand, dass sein Vater in die Sache nicht involviert würde. Der von Chenik daraufhin aufgesuchte Bey hielt fest, es handele sich um eine Angelegenheit der Regierung, und unterstützte sie damit nicht aktiv, erhob aber auch keine Einwände. Somit wurde das Memorandum zwar von allen Ministern des Kabinetts unterzeichnet, trug aber nicht das Siegel des Beys. Ben Youssef und Badra wurden auf französischen Druck hin schließlich zum Rücktritt gezwungen.
Wenig später wurde ein geplanter Kongress der Neo-Destour verboten und viele ihrer Anhänger wurden verhaftet, was zu Unruhen führte. Hauteclocque verlangte am 24. Januar vom Bey einen Appell zur Ruhe im Land, jedoch weigerte sich dieser mit Hinweis auf die anhaltende Inhaftierung Bourguibas und seiner Mitstreiter. Nachdem Hauteclocque im März erneut den Rücktritt des Kabinetts gefordert hatte und wiederum abschlägig beschieden worden war, wurden binnen weniger Stunden alle Minister verhaftet. Auf diese Weise genötigt, entließ der Bey am 28. März das Kabinett Chenik und berief den Wunschkandidaten Hauteclocques, Slaheddine Baccouche, zum neuen Regierungschef.

### Kabinett Baccouche
Die Installierung der Regierung Baccouche führte zu heftigen Protesten und zunehmend militanten Aktionen. Der Bey äußerte gegenüber Baccouche zwar sein Missfallen über die Umstände seiner Ernennung, unternahm aber nichts zur Wiederherstellung seiner Autorität, zumal er etwa durch die Verhaftung seiner Tochter, Prinzessin Zakia, die wegen angeblicher Sabotage-Vorbereitung Ende April festgenommen worden war, unter Druck gesetzt wurde.
Nach und nach wurden die inhaftierten Minister der Regierung Chenik wieder auf freien Fuß gesetzt, von denen einige dem Bey ihre Unterstützung anboten. Dieser verließ sich immer mehr auf wenige Ratgeber, darunter seinen Sohn Chedly und andere Aktivisten seines Vertrauens wie Mohamed Salah Mzali, Farhat Hached, Hédi Nouira und Sadok Mokaddem.

### Oktroyierte Reformvorschläge, Eskalation und Terror

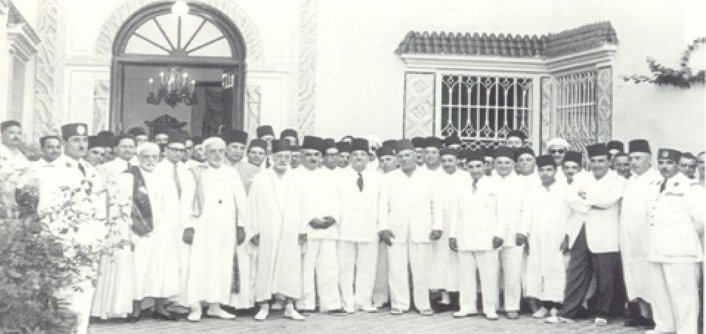
Die Versammlung der Vierzig und Lamine Bey

In Paris entworfene Reformvorschläge, die unter anderem die Abhaltung von Kommunalwahlen umfassten, wurden dem Bey am 28. Juli unterbreitet und zur Unterschrift vorgelegt. Lamine entschloss sich zu einer dilatorischen Behandlung der Angelegenheit und ließ gegenüber Hauteclocque verlauten, deren Prüfung werde zwei oder drei Monate in Anspruch nehmen. Bereits vier Tage später, am 1. August, berief er eine Versammlung von 40 tunesischen Notablen ein und ersuchte um ihre Stellungnahmen zu den Vorschlägen. Nach einem Monat lehnte die „Versammlung der Vierzig“ diese als unzureichend ab. Laut Ahmed Mestiri wurden von der Untergrundführung der Neo-Destour hierbei die Fäden gezogen. Am 9. September 1952 verweigerte der Bey in einem Brief an den Generalresidenten die Umsetzung der Vorschläge. Dieser erhöhte den Druck auf Lamine, dessen nationalistisch ausgerichtete Berater entweder im Exil oder im Gefängnis waren, und ließ Ende November den Palast des Beys unter dem Vorwand, ihn vor befürchteten Massendemonstrationen zu schützen, von Truppen abriegeln. In diesen Tagen hatte der Herrscher nur mit dem Gewerkschaftsführer Farhat Hached regelmäßigen persönlichen Kontakt, der ihn in seiner unnachgiebigen Haltung unterstützte.

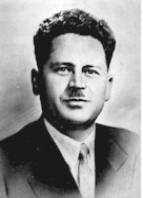
Farhat Hached

Am 5. Dezember 1952 wurde Hached von der 'Main Rouge', einer von der Auslandsabteilung des französischen Geheimdienstes betriebenen Terrororganisation, ermordet. Der Bey, nunmehr völlig isoliert und gar von Telefonverbindungen abgeschnitten, unterzeichnete schließlich die Monate vorher in Paris formulierten Dekrete.
Der auf La Galite internierte Bourguiba äußerte Verständnis für die unter solch extremen Umständen erfolgte Entscheidung des Beys und meinte wörtlich, man dürfe keine Steine auf den ehrenwerten älteren Herrn werfen, der unter fast verzweifelten Bedingungen alleine gegen einen gewissenlosen Gegner kämpfe.
Die durch den französischen Druck durchgesetzten geplanten Kommunalwahlen wurden durch eine neue Welle des Terrors gegen Kandidaten und Wähler von den Nationalisten sabotiert. Die Gewaltakte machten auch vor der husainidischen Familie nicht halt: Am 1. Juli 1953 wurde der Thronfolger Azzedine Bey in seinem Palast Opfer eines Attentats, da man ihn beschuldigte, durch eigenmächtige Verhandlungen mit dem Generalresidenten die Position des Beys zu schwächen.
Anfang September 1953 wurde Jean de Hauteclocque, dessen Versuch der autoritären Befriedung des Landes gescheitert war, von seinem Posten abberufen.

## Entspannungsbemühungen und Kabinett Mzali (1953–1954)

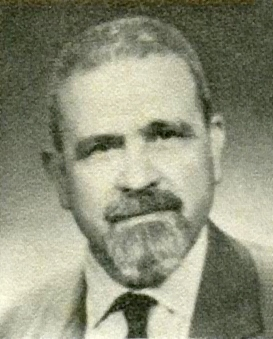
Mohamed Salah Mzali

Die Amtsübernahme des neuen französischen Generalresidenten Pierre Voizard führte zunächst zu einer raschen Entspannung der Lage. Zum einen richtete Lamine einen Aufruf zur Ruhe an die Bevölkerung – ein Schritt, den er zu Zeiten Hauteclocques sich geweigert hatte zu tun –, zum anderen wurden Tausende Gefangene freigelassen und die Zensur gelockert. Voizards Instruktionen von der französischen Regierung, nur mit dem Bey und nicht der Unabhängigkeitsbewegung der Neo-Destour Verhandlungen zu führen und damit einen Keil zwischen den Herrscher und die Nationalisten zu treiben, verhinderten freilich eine anhaltende Stabilisierung der Situation im Land. Lamine war sich dessen bewusst und verhielt sich zurückhaltend. Als weiteres Zugeständnis wurden am Neujahrstag 1954 prominente Führungsfiguren der Unabhängigkeitsbewegung aus der Haft entlassen. Bourguiba aber, den die Franzosen als hochgefährlich ansahen, blieb auf La Galite interniert.
Am 24. November 1953 beauftragte der Bey Mohamed Salah Mzali damit, ein neues Reformpaket mit dem Generalresidenten auszuhandeln. Dies war ein erster Schritt, sich des ungeliebten Regierungschefs Baccouche zu entledigen. Im Januar 1954 lagen Vorschläge vor: Die Mehrheit der Minister sollten Tunesier sein, von der Regierung erlassene Verordnungen sollten nicht mehr die Zustimmung des Generalresidenten brauchen und statt des Generalresidenten würde der Regierungschef Gouverneure und Bürgermeister ernennen. Lamine beauftragte Mzali mit der Regierungsbildung und Baccouche schied aus dem Amt. Einige Nationalisten, darunter Hédi Nouira, sahen darin eine Chance für einen Fortschritt, aber die Weigerung, Bourguiba freizulassen, überschattete die Umsetzung. Dieser, vor kurzem nach Frankreich verbracht, äußerte sich nun in Abkehr von seinen bisherigen Stellungnahmen in einem scharfen Ton gegen den Bey: „Das Scheitern eines alten Mannes, den die Furcht vor Absetzung und Exil umtreibt […], droht Tunesien des einzigen zu berauben, das ihm bleibt: des Status eines Staates, eines internationalen Rechtssubjekts“.
Mzali trat mit seinem Kabinett am 17. Juni 1954 zurück, ohne dass ein direkter Nachfolger ernannt wurde.

## Verhandlungen über die Unabhängigkeit (1954–1956)
Am 31. Juli 1954 kam der französische Premierminister Pierre Mendès France nach Tunis, wurde vom Bey im Palast von Karthago empfangen und kündigte eine innere Autonomie für Tunesien an. So überraschend dies für den Bey war, der umgehend eine Botschaft ans Volk veröffentlichte, in der er „von einer neuen Phase“ im Leben des Landes sprach, so schnell stellte sich auch heraus, dass nach dem Willen der bisherigen Protektoratsmacht nicht mehr der Bey, sondern die Repräsentanten der Unabhängigkeitsbewegung der präferierte Ansprechpartner sein würden, nachdem das Experiment der Verhandlungen mit der Regierung Mzali gescheitert war. Damit wurde die entscheidende Verlagerung der politischen Macht, die den Bey zunehmend zur Randfigur machte und die auch von französischer Seite gewollt war, offensichtlich.
Nach sechsmonatigen Verhandlungen wurde am 3. Juni eine Übereinkunft über die Autonomie unterzeichnet. Zwei Tage vorher war Bourguiba nach Tunis zurückgekehrt und von der Bevölkerung triumphal empfangen worden. Er besuchte Lamine in Karthago und versicherte ihn der Unterstützung des Volkes für die Herrschaft des Beys.
Eine neue Regierung unter Tahar Ben Ammar wurde am 7. August ohne Konsultationen mit dem Palast gebildet. Die Auswahl über das Kabinett traf Bourguiba. Der Bey versuchte sich wieder ins Spiel zu bringen, indem er zwar am selben Tag sein Siegel unter die ohne sein Zutun zustandegekommene Vereinbarung mit Frankreich setzte, drei Tage später jedoch der französischen Regierung vorschlug, die Einrichtung des Beylikats durch eine volle Monarchie zu ersetzen. Im Gegenzug war er bereit, der französischen Seite eine andauernde Präsenz in Tunesien zu sichern. Parallel dazu nahm er Kontakt zu dem noch immer im Exil lebenden Salah Ben Youssef auf, der im Süden des Landes über eine beträchtliche Anhängerschaft verfügte und sich der zunehmenden Machtkonzentration auf Bourguiba widersetzte. Die Frage nach der Staatsform hatte sich bis dahin nicht gestellt, da die führenden Vertreter der Neo-Destour stets öffentlich ihre Unterstützung für eine konstitutionelle Monarchie zum Ausdruck gebracht hatten.

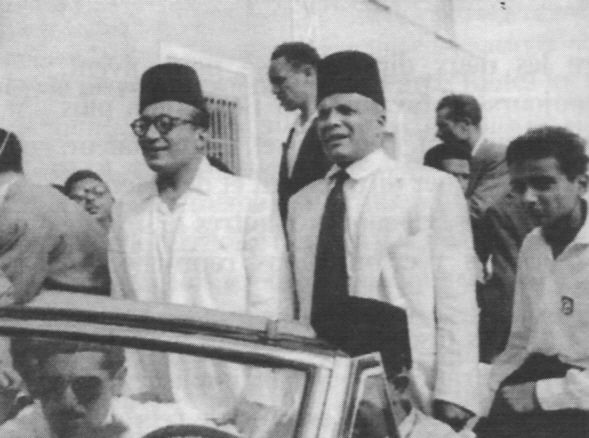
Ankunft Salah Ben Youssefs in Tunis, 13. September 1955

Die Macht des Beys schwand weiter, nachdem Salah Ben Youssef im September 1955 aus dem Exil zurückgekehrt war, sich aber bald mit Bourguiba in der Frage der Formalien der Wahl zu einer verfassunggebenden Versammlung überwarf. Dieser setzte, auch gegen innerparteiliche Widerstände, die Wahl nach einer starren Liste anstelle einer Persönlichkeitswahl durch, womit er mögliche Opponenten, die, wie Ben Youssef, über lokalen Anhang verfügten, marginalisierte. Dadurch, dass der Bey auf Ben Youssef setzte, isolierte er sich weiter, denn die ausgebrochenen heftigen Zusammenstöße zwischen Anhängern Ben Youssefs und Bourguibas gingen zu Gunsten der letzteren aus. Ben Youssef verlor im Oktober sein Amt als Generalsekretär der Neo-Destour und wurde im November aus der Partei ausgeschlossen. In einem weiteren Schwenk versuchte der Bey Anfang Dezember, die französische Seite dazu zu bewegen, die Hoheit über die Polizei, die längst auf die tunesische Seite und damit auf Bourguibas Gefolgsleute übergegangen war, wieder zu übernehmen.  Als letzten Versuch, den Gang der Geschehnisse zu beeinflussen, verweigerte er zunächst seine Unterschrift unter die Verordnung zur Durchführung der Wahlen, was zwar Ben Youssef unterstützte, ihn aber von Bourguiba noch mehr entfernte. Da inzwischen auch sein die Verfügung über die Polizeigewalt betreffender Vorstoß beim französischen Generalresidenten bekannt geworden war, sah sich Lamine nun in einer aussichtslosen Lage und unterzeichnete am 29. Dezember 1955 das Dekret.  Ben Youssef floh am 28. Januar 1956 aus Tunesien.
Am 20. März 1956 wurde das französisch-tunesische Protokoll über die Unabhängigkeit des Landes von Ministerpräsident Ben Ammar und dem französischen Außenminister Christian Pineau unterzeichnet. Dieses Ereignis gilt als Beginn der tunesischen Souveränität, obgleich die vorgesehenen weiteren bilateralen Verhandlungen nicht geführt und das Protokoll weder vom Bey noch von Frankreich ratifiziert wurde.

## König auf Abruf (1956–1957)
Tunesien erlangte am 20. März 1956 seine Unabhängigkeit als monarchischer Staat mit dem bisherigen Bey als Staatsoberhaupt. Protokollarisch entsprach dessen neue Position der eines Königs.
Bereits am 25. März fand die Wahl zur Verfassunggebenden Versammlung statt. Die von Bourguiba durchgesetzte Einheitsliste errang 98,7 % der Stimmen und alle Mandate, jedoch wurde die Wahl in einigen Gebieten, etwa in Ben Youssefs Heimat Djerba, wo sich nur 29 % der Wahlberechtigten beteiligten, boykottiert. Zwei Wochen später konstituierte sich die Versammlung unter Vorsitz Lamines, der aber auf Intervention des Ministerpräsidenten Ben Ammar von den weiteren Debatten ausgeschlossen wurde. Bourguiba übernahm das Amt des Premierministers.
Weitere Schritte zur Entmachtung des Monarchen folgten. Ein Dekret vom 31. Mai 1956 beseitigte alle Privilegien und die Immunität der königlichen Familie vor Strafverfolgung und machte sie zu normalen Bürgern. Obwohl diese Bestimmung das abrupte Ende der Zivilliste bedeutete und das Vermögen der Krone der Regierung unterstellte, unterzeichnete Lamine die Verordnung ohne Protest. Ein weiteres, am 21. Juni veröffentlichtes Dekret betraf das Wappen des Landes und entfernte daraus jeglichen Bezug zur husainidischen Dynastie und zwei Monate später wurde das Recht des Monarchen auf Vollzug gesetzgeberischer Maßnahmen auf den Premierminister, also Bourguiba, übertragen.
Es wurde unübersehbar, dass diese Beschlüsse letztlich auf Lamines Absetzung zielten, vor allem als im weiteren Verlauf des Jahres eine Pressekampagne entfacht wurde, die den Erwerb verschiedener Besitztümer der Herrscherfamilie thematisierte und dazu diente, den Rest des Ansehens, das der Bey genoss, zu untergraben. Dass dem Monarchen als erster Person überhaupt am 19. Dezember 1956 der neugeschaffene „Orden der Unabhängigkeit“ verliehen wurde, änderte daran nichts.
Ein halbes Jahr später wurde die Absetzung des Monarchen eingeleitet. Am 15. Juli 1957 ersetzte die tunesische Armee die königliche Garde um den Palast und beraubte den Bey seiner Bewegungsfreiheit. Drei Tage später wurde sein jüngster Sohn Salah Eddine unter von der Polizei gefälschten Beschuldigungen verhaftet. Im Rahmen der Feierlichkeiten zum Eid al-Fitr stattete Bourguiba am 19. Juli der Gemahlin des Beys einen Höflichkeitsbesuch ab, in dessen Verlauf er sich weigerte, sich dem Thron des Königs zu nähern, und stattdessen meinte: „Ich bin nicht hierher gekommen wie früher, sondern als Regierungschef. Sie sollten mir entgegenkommen, um mich zu begrüßen, und nicht auf Ihrem Thron sitzen bleiben.“
Am 25. Juli stimmte die verfassunggebende Versammlung per Akklamation für die Abschaffung der Monarchie und die Errichtung einer Republik mit Bourguiba als Präsident. Sofort danach suchte eine von Ali Belhouane, Innenminister Mehiri und Justizminister Mestiri angeführte Delegation den Palast in Karthago auf und informierte den Bey in einer nur wenige Minuten dauernden Unterredung über diesen Beschluss und darüber, dass er mit seiner Familie unverzüglich den Palast zu verlassen habe.

## Letzte Jahre
Dem inzwischen 75-jährigen Lamine und seiner engeren Familie, bestehend aus seiner Frau Djeneïna, seinen drei Söhnen, seinem Schwiegersohn und dem bisherigen Thronfolger Husain Bey, wurde zunächst ein alter, verlassener Palast in Manouba als Aufenthaltsort zugewiesen, in dem es keine Wasser- und Stromversorgung gab und dessen Einrichtung aus auf dem Boden liegenden Matratzen bestand.
Wenige Wochen später wurden sein ältester Sohn Chedly und sein Schwiegersohn, drei Monate später auch sein jüngster Sohn Salah Eddine wieder inhaftiert, während die anderen Familienmitglieder nach und nach freigelassen wurden. In Manouba blieben danach nur der ehemalige Bey und seine Frau zurück und standen dort bis Oktober 1958 unter Hausarrest. Als sich Lamines Gesundheitszustand dramatisch verschlechterte, überführte man ihn und seine Frau in ein kleines Haus in La Soukra, wo immerhin eine Küche, ein Badezimmer und zwei weitere Räume zur Verfügung standen, und gewährte ihnen eine Pension von 80 Dinar, was damals in etwa dem Einkommen eines Gymnasiallehrers entsprach. Sie blieben unter strengstem Hausarrest und durften selbst den Garten des Hauses nicht betreten.
Am 8. September desselben Jahres endete ein Prozess gegen den ehemaligen Ministerpräsidenten Tahar Ben Ammar, in dem es um verschwundenen Schmuck ging, der der Frau des Beys gehört hatte und über dessen Verbleib angeblich nichts bekannt war. Zwei Jahre später, 1960, wurde die Suche danach wieder aufgenommen und der ehemalige Bey und seine Frau vernommen. Nach dreitägigen harten Verhören im Hauptquartier der Sicherheitsbehörden im Innenministerium erlitt die Beya einen Schlaganfall, an dessen Folgen sie zwei Tage später verstarb. Sie wurde auf dem Friedhof von Sidi Abdelaziz in La Marsa beigesetzt; Lamine wurde nicht gestattet, das Haus zu diesem Anlass zu verlassen.
Kurz darauf wurden die Bestimmungen des Hausarrests für den ehemaligen Monarchen gelockert. Er verließ die Wohnung in La Soukra, zog zunächst in das Appartement eines jüdischen Freundes in der Rue de Yougoslavie in Tunis und schließlich in ein Zwei-Zimmer-Appartement in der Rue Fénelon im Stadtteil Lafayette, wo er seine letzten Jahre, immer noch unter permanenter Bewachung, verbrachte.
Muhammad VIII. al-Amin starb am 30. September 1962 im Alter von 81 Jahren und wurde auf dem Friedhof von Sidi Abdelaziz neben seiner Frau beigesetzt. Victor Sebag, ein Freund der Familie und der einzige, der dieses Ereignis fotografisch dokumentierte, wurde deswegen über Nacht in Polizeigewahrsam genommen. Die Fotografien sind nicht erhalten.
Muhammad VIII. folgte der ehemalige Kronprinz Husain Bey als Oberhaupt der Familie und Thronprätendent nach.

## Nachkommen
Aus seiner 1902 geschlossenen Ehe mit Djeneïna Beya († 1960) gingen zwölf Kinder hervor, darunter die Prinzen:
- Chedly Bey (1910–2004), 2001–2004 Oberhaupt der Dynastie[88]
- M'hamed Bey (1914–1999)
- Salah Eddine Bey (1919–2003)

Muhammad al-Amins letzte überlebende Tochter, Prinzessin Lilia, starb im Februar 2021 im marokkanischen Exil.